# Бобошко Іван Павлович
Іван Павлович Бобошко (нар. 9 липня 1930, Мала Березівка, Кіровоградська область, УРСР — пом. 4 грудня 2012, Донецьк, Україна) — радянський футболіст, нападник та футбольний тренер. Майстер спорту СРСР (1963).

## Кар'єра гравця
Іван Бобошко народився 9 липня 1930 року в селі Мала Березівка, що на Кіровоградщині. У дитинстві весь вільний час проводив з м'ячем. У 17 років його запросили до команди рудника імені Лібкнехта (Кривий Ріг). Вже за рік, а саме 1948-го, Бобошка запросили до першолігової дніпропетровської «Сталі», яку згодом перейменували на «Металург». 1950 року перейшов до вищолігового харківського «Локомотива», але за підсумками сезону харків'яни опустилися до першої ліги, але Іван залишився в команді ще на один сезон. Протягом свого перебування в харківському клубі в чемпіонатах СРСР зіграв 45 матчів та відзначився 14-ма голами.
У 1952 року перейшов до вищолігового сталінського «Шахтаря». У футболці гірників дебютував 25 липня 1952 року в програному (0:2) виїзному поєдинку 9-го туру Класу «А» проти київського «Динамо». Бобошко вийшов у стартовому складі та відіграв увесь матч. Дебютним голом у футболці «Шахтаря» відзначився 15 серпня 1952 року на 15-ій хвилині переможного (4:3) домашнього поєдинку 4-го туру Класу «А» проти Команди міста Калініна. Іван вийшов на поле в стартовому складі та відіграв увесь матч. У складі сталінського клубу у чемпіонатах СРСР зіграв 164 матчі та відзначився 35-ма голами, ще 39 поєдинків провів у кубку СРСР. У 1960 році завершив кар'єру футболіста.

## Кар'єра тренера
По завершенні кар'єри футболіста майже одразу почав займатися тренерською діяльністю. З 1962 по травень 1963 року працював головним тренером ждановської «Азовсталі». У 1963 році протягом короткого періоду був головним тренером макіївського «Авангарду». З липня 1969 року знову працював у ждановському «Азовці». З 1972 по 1973 роки був начальником ждановського «Металурга».
12 грудня 2012 року помер в Донецьку.